# Beth Sullivan
Beth Sullivan, née le 29 août 1949 à Burbank (Californie), est une scénariste et productrice américaine.
Elle a été mariée à Jim Knobeloch qui incarnait Jake Slicker dans la série Docteur Quinn, femme médecin, dont elle est la réalisatrice et la créatrice.

## Filmographie partielle

### En tant que productrice
Téléfilm
- 1989 : Appel au secours (A Cry for Help: The Tracey Thurman Story) de Robert Markowitz (productrice déléguée)

Série télévisée
- 1993-1998 : Docteur Quinn, femme médecin

### En tant que scénariste
Téléfilm
- 1989 : Appel au secours (A Cry for Help: The Tracey Thurman Story) de Robert Markowitz